# Верхнедвинский историко-краеведческий музей
Верхнедвинский историко-краеведческий музей (бел. Верхнядзвінскі гісторыка-краязнаўчы музей) — музей в Верхнедвинске Витебской области Беларуси. Экспозиция музея комплексно отражает историю и культуру Верхнедвинского района за последние десять веков.

## Описание
Верхнедвинский историко-краеведческий музей расположен в историческом здании конца XIX века в стиле модерн, реконструированном в 2012—2015 гг. Ранее в одноэтажном кирпичном здании музея располагался районный суд. До 1917 года здание принадлежало известному по всей Европе обувщику еврейского происхождения, который жил и работал в нем вместе с семьей. Профиль музея: комплексный.
Здание было передано музею в 2012 году. 9 мая 2015 года музей заработал в тестовом режиме и принял первых посетителей — ветеранов Великой отечественной войны, а 1 сентября 2015 года начал принимать всех желающих.
Экспонаты для музея собирали местные краеведы и школьные учителя.
В музее работает два экспозиционных зала. Здесь предлагают совершить виртуальное путешествие от истока реки Дриссы до её устья с 12 причалами — на каждом рассказывают о каком-либо значительном поселении или историческом объекте.
Музей принимает участие в международной акции «Ночь музеев».
Всего в музее собрано более 5 тысяч экспонатов, это археологические находки, следы войны 1812 года и Великой Отечественной войны, документы, связанные с местными героями. Например, в Верхнедвинске родилась известная советская подпольщица Надежда Троян, уроженцем района является географ Иван Черский.

## Фонды
В фондах музея находятся материалы археологических раскопок на Дриссенщине (изделия из кремня, кости, рога, элементы одежды, писалы, украшения, керамика лепная и гончарная и др.), коллекции естественно-научные, нумизматики, сфрагистики, фарфора, оружия, старопечатные книги, орудия труда и предметы быта XVIII— XX вв., личные фонды краеведов.

## Основные направления деятельности
- Сменные выставки из фондов, частных коллекций, фондов других музеев
- Экскурсии по выставкам
- Музейно-педагогические занятия и лекции
- Тематические вечера и культурно-образовательные мероприятия
- Научные мероприятия и конференции